# Резолюция Совета Безопасности ООН 25
Резолюция Совета Безопасности ООН 25 — резолюция, принятая 22 мая 1947 года, которая рекомендовала Италии подать заявление о приеме в Комитет приема новых членов ООН для «изучения и представления доклада Совету Безопасности в надлежащее время».
Резолюция была принята десятью голосами, Австралия воздержалась.